# آگوا فرسکا

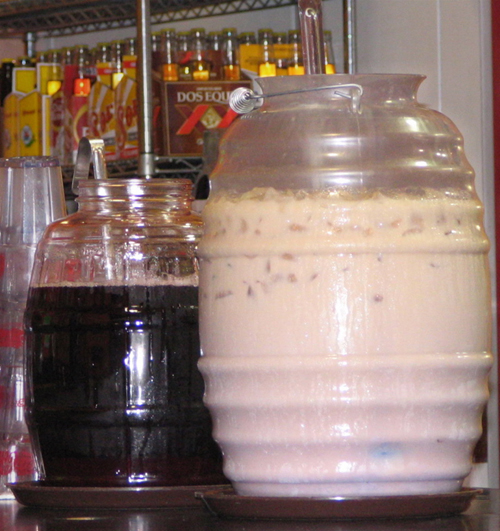
دو نوع آگوا فرسکا در یک تاکوریا (رستوران مکزیکی) در سیاتل: در سمت چپ، یک شیشه حاوی آگوا د فلور د جامایکا (چای ترش) و در سمت راست، اورچاتا قرار دارد.
این نوشیدنی‌ها با ملاقه از داخل شیشه‌ها در لیوان ریخته می‌شوند.

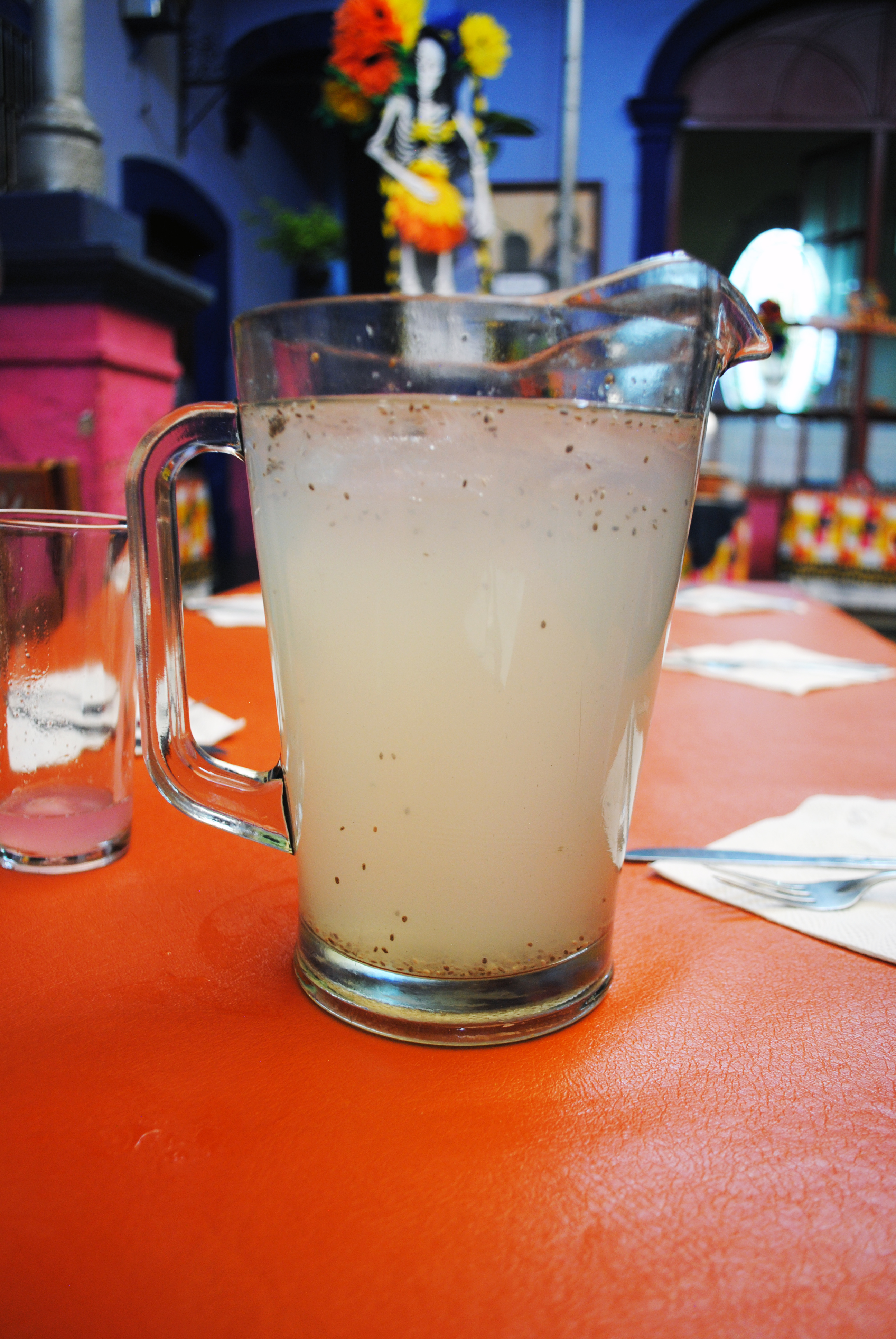
آگوا فرسکا با دانه چیا

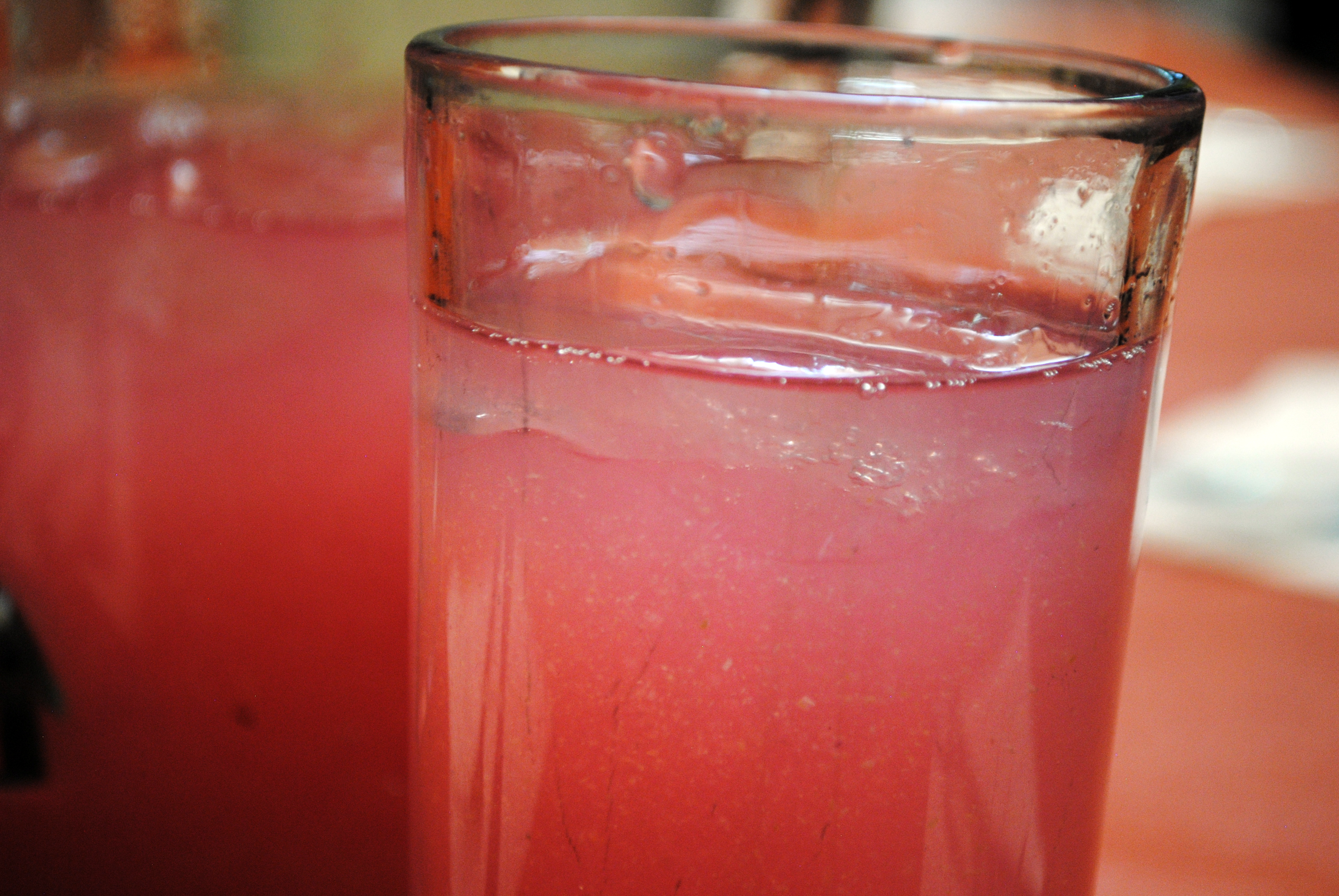
آگوا فرسکا با گواوا

آگوا فرسکا (انگلیسی: Agua fresca؛ به معنی تحت‌اللفظی «آب تازه» یا «آب خنک») نوشیدنی‌هایی سبک و غیرالکلی هستند که از ترکیب یک یا چند میوه، غلات، گل یا برخی دانه‌ها با شکر و آب تهیه می‌شوند. این نوشیدنی‌ها در بسیاری از کشورهای آمریکای لاتین و همچنین در بخش‌هایی از ایالات متحده (مانند جنوب‌غربی این کشور و شهرهایی با جمعیت زیاد لاتین‌تبار، نظیر لس‌آنجلس) محبوب هستند. از رایج‌ترین انواع آن می‌توان به تاماریندو، چای ترش و اورچاتا اشاره کرد.
آگوا فرسکا اغلب توسط فروشندگان خیابانی عرضه می‌شوند و در خواربارفروشی‌ها، رستوران‌ها و آب‌میوه‌فروشی‌ها نیز به‌راحتی یافت می‌شوند.

## واژه‌شناسی
اصطلاح آگوا فرسکا بیش از همه در مکزیک رایج است، اما در نیکاراگوئه و هندوراس این نوشیدنی‌ها با نام فرسکو شناخته می‌شوند. واژه فرسکو عموماً به نوشیدنی‌های غیرگازدار اشاره دارد، به‌ویژه نوشیدنی‌های سنتی یا آن‌هایی که از میوه تهیه می‌شوند. برخی از این نوشیدنی‌ها عبارت‌اند از فرسکوی کاکائو، فرسکوی طالبی با پرتقال، چیچا، پینلیو و موارد دیگر.
استفاده از اصطلاح آگوا فرسکا می‌تواند در برخی کشورهای اسپانیایی‌زبان موجب سردرگمی شود، چرا که ممکن است در این کشورها به نوشابه‌های بطری‌شده اشاره داشته باشد. در کاستاریکا، گواتمالا، هندوراس و پاناما، نوشابه‌ها با نام فرسکوس (مخفف رفرسکوس) شناخته می‌شوند، که در مکزیک به معنی نوشابه و در نیکاراگوئه به معنای آگوا فرسکا است. در گواتمالا، نوشابه‌ها را آگواس (مخفف آگواس گاسئوساس) می‌نامند که می‌تواند به‌راحتی با آگوا فرسکا مکزیکی یا نوشابه‌های نیکاراگوئه‌ای که گاسئوساس نامیده می‌شوند، اشتباه گرفته شود.

## انواع
آگواس فرسکاس معمولاً در طعم‌ها و ترکیبات زیر یافت می‌شوند:
| نوع           | مواد تشکیل‌دهنده |
| ------------- | --- |
| میوه‌های شیرین | طالبی گوآوا انگور انبه خربزه پرتقال پاپایا میوه گل ساعتی هلو انجیرتیغی تمشک نارگیل ساپادیل توت‌فرنگی هندوانه                    |
| میوه‌های ترش   | خیار لیمو لیموی سبز آناناس میوه اژدها تمر هندی                                                                                 |
| دانه‌ها        | چیا (اغلب با سبزیجات ترکیب می‌شود) جیکاروی                                                                                      |
| غلات          | جو اورچاتا |
| گل‌ها          | یونجه چای ترش (که به آن " آگوا د (فلور د) جامائیکا " یا "سورل" هم گفته می‌شود، همچنین در جامائیکا و غرب آفریقا محبوب است) وانیل |